# ولاد بوعياد (سوق تلاتاء الغرب المركز)
ولاد بوعياد هو دُوَّار يقع بجماعة سوق الثلاثاء، إقليم القنيطرة، جهة الرباط سلا القنيطرة في المملكة المغربية. ينتمي الدوّار لمشيخة سوق تلاتاء الغرب المركز التي تضم 10 دواوير. يقدر عدد سكانه بـ 1017 نسمة حسب الإحصاء الرسمي للسكان والسكنى لسنة 2004.

## روابط خارجية
- البوابة الوطنية للجماعات الترابية
- المندوبية السامية للتخطيط